# Нижний Изяк
Нижний Изяк (мар. Ӱлыл Ӱзек; баш. Түбәнге Иҙәк) — деревня в Благовещенском районе Башкортостана, относится к Изяковскому сельсовету.

## Население
| 2002 | 2009 | 2010 |
| ---- | ---- | ---- |
| 240  | ↗265 | ↘256 |

Согласно переписи 2002 года, преобладающая национальность — марийцы (89 %).

## История
Деревня Нижний Изяк была основана в 1756 году ясячными черемисами по договору о припуске на вотчинных землях башкир Минской волости. В 1809—1810 гг. здесь поселились новые группы тептярей. В XIX веке (до 1865 года) жители деревни имели статус припущенников военного звания, входили в 1-ю тептярскую команду.
После 1865 года было образовано Нижне-Изяковское сельское общество в составе Богородской волости. Крестьянам деревни досталось 686 десятин надельной земли. В 1870 году насчитывалось 34 двора и 203 человека. Этнический состав был неоднороден — большинство жителей составляли черемисы, но проживали также русские, а, по некоторым сведениям, и башкиры. Православная часть населения входила в приход села Ашкашлы.
В начале XX века на территории деревни работали две бакалейные лавки, винная лавка, мукомольная мельница, хлебозапасный магазин.
Дети учились в школе в Верхнем Изяке.
К 1913 году в деревне насчитывалось 84 хозяйства (из них 24 безземельных) и 484 человека. В ходе столыпинской реформы было укреплено 100,5 десятины надельной земли, кроме того, пять хозяев имели купчую землю в составе товарищества. Большинство жило скромно, многие относились к откровенным беднякам.
Во время коллективизации деревня вошла в колхоз «Мариец», в 1950-е годы — в колхоз имени Хрущева, в 1957 году — в совхоз «Степановский», в 1981 — в совхоз «Изяковский», в постсоветское время — в СПК «Салават».
Только в советское время в Нижнем Изяке появилась начальная школа.
Нижний Изяк — одна из немногих деревень, где сохранилась численность населения.
В 2005 году в состав деревни вошли посёлки Малый и Средний Изяк.
Закон «О внесении изменений в административно-территориальное устройство Республики Башкортостан в связи с образованием, объединением, упразднением и изменением статуса населённых пунктов, переносом административных центров» от 20 июля 2005 года N 211-З постановил:

ст. 2. Объединить следующие населённые пункты с сохранением наименований:

4) в Благовещенском районе:

деревню Нижний Изяк, посёлок Средний Изяк, посёлок Малый Изяк Изяковского сельсовета, установив объединённому населённому пункту тип поселения — деревня, с сохранением наименования «Нижний Изяк»

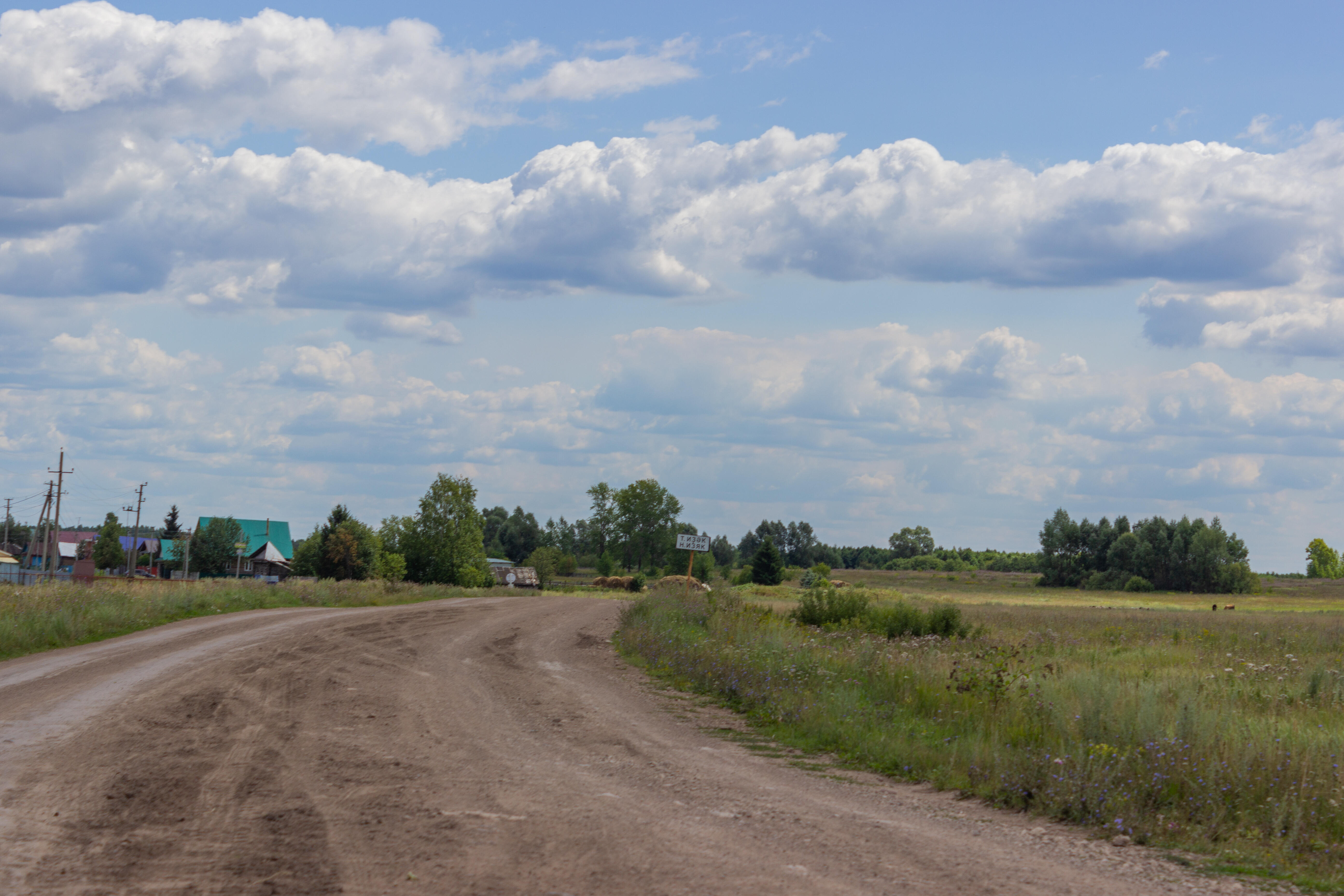
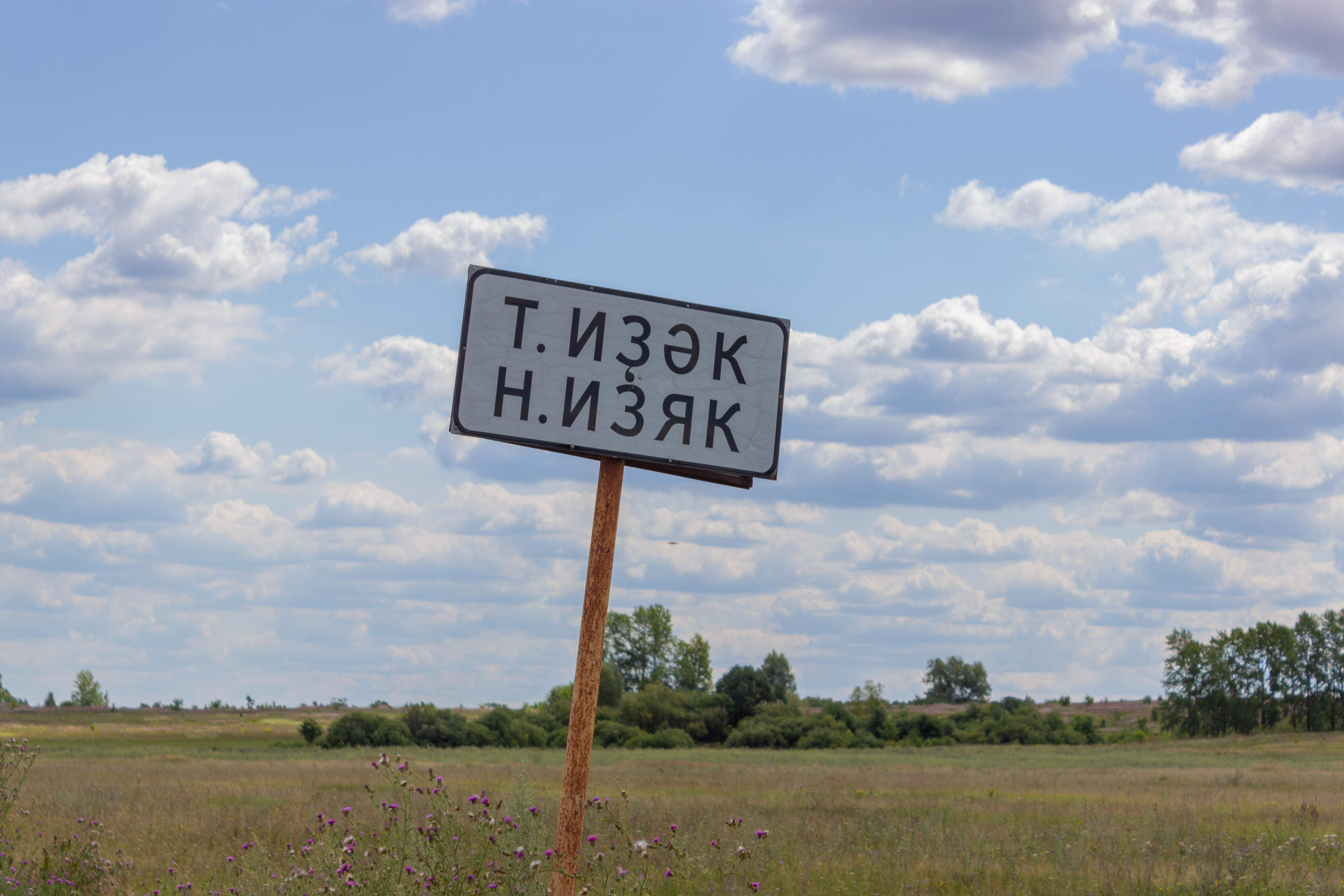
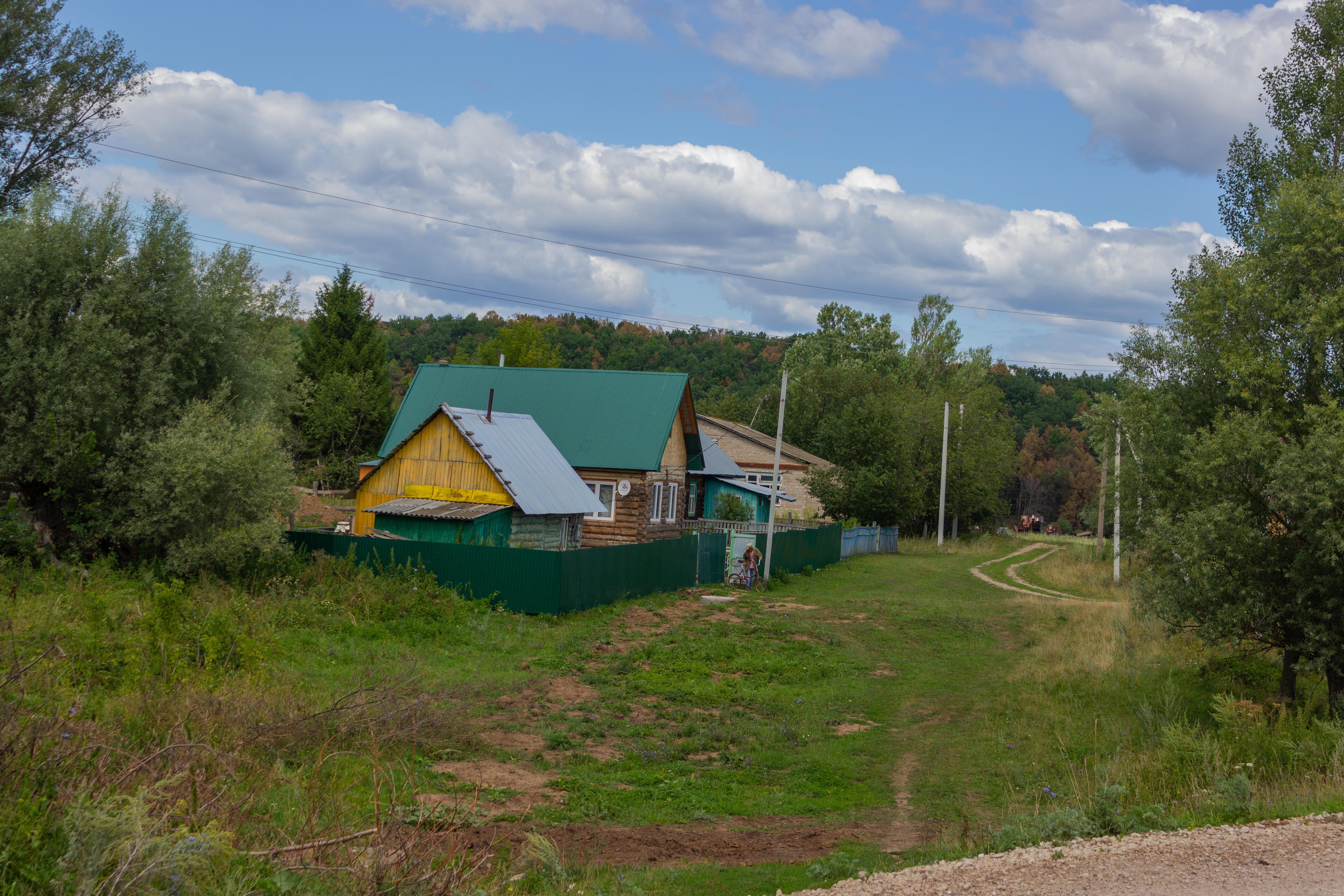
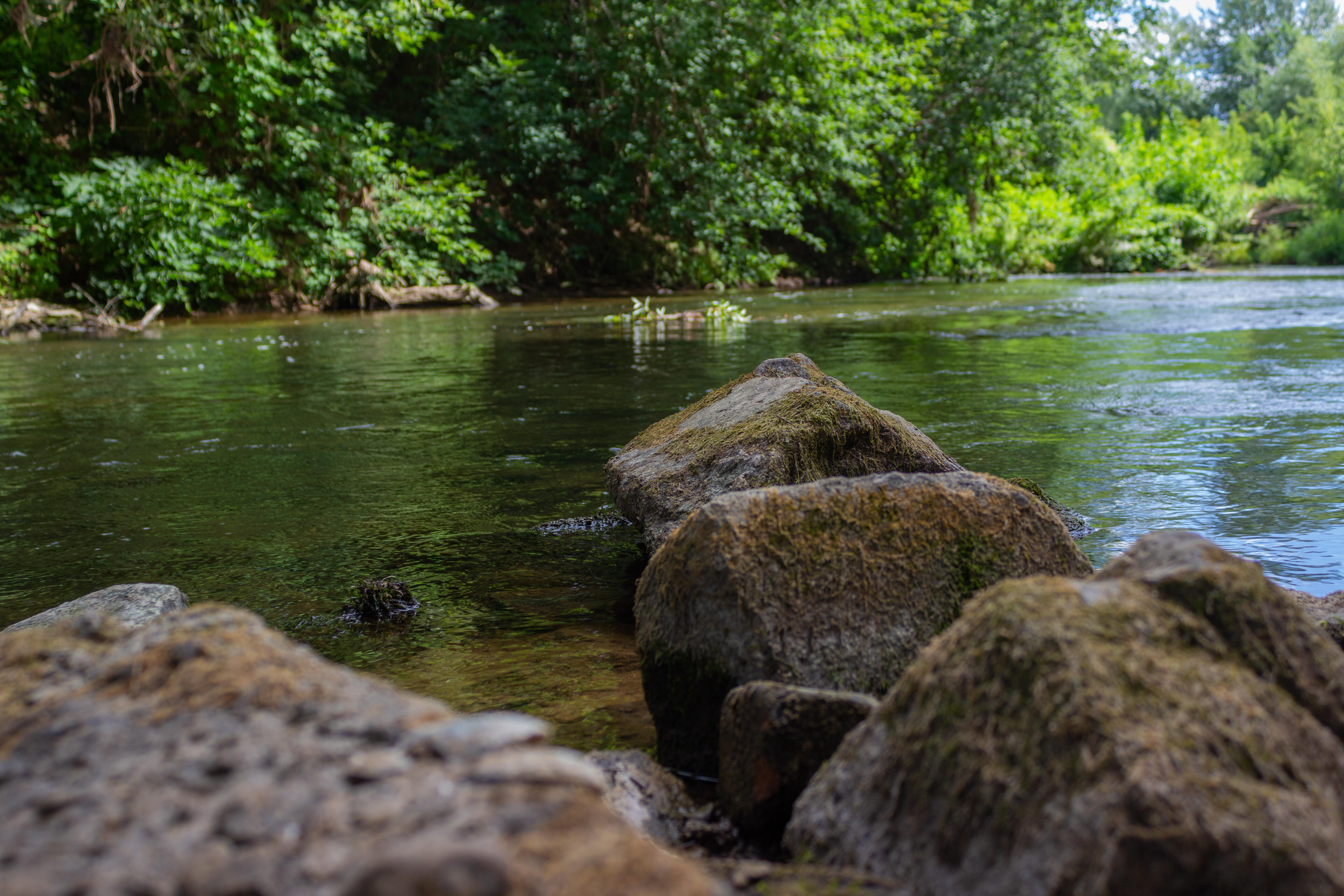
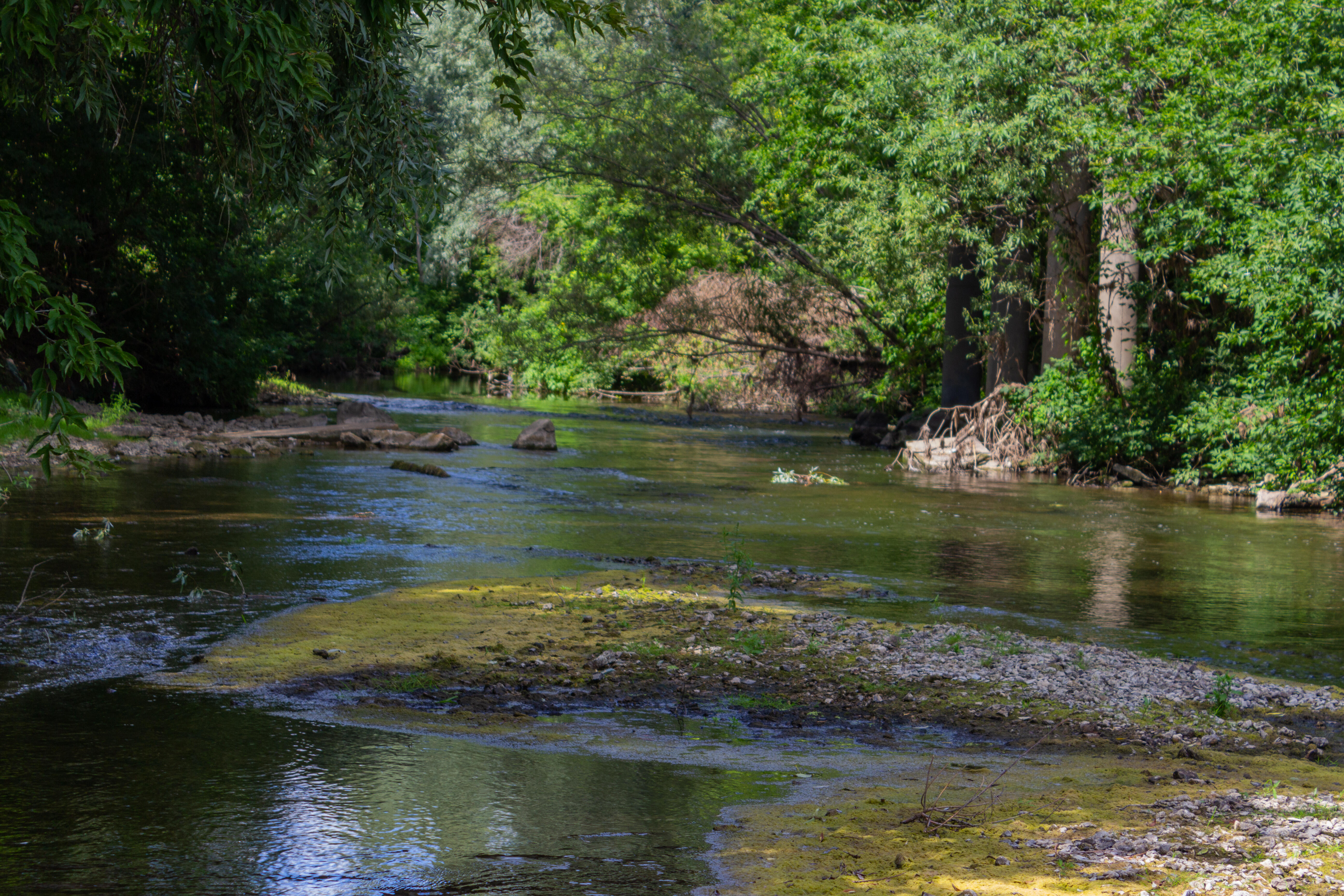
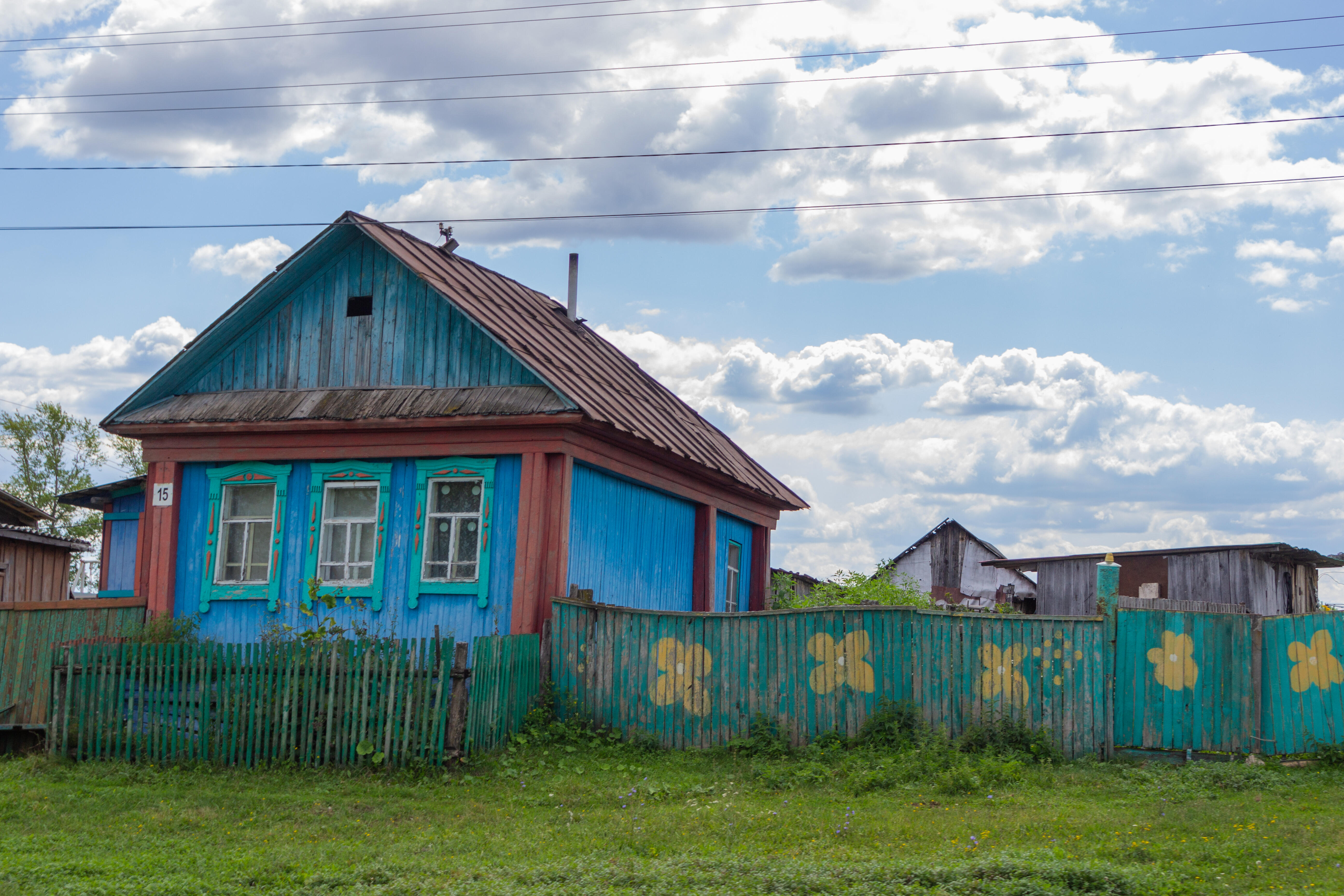

## Географическое положение
Расстояние до:
- районного центра (Благовещенск): 27 км,
- центра сельсовета (Верхний Изяк): 4 км,
- ближайшей ж/д станции (Загородная): 19 км.